# أوتيلي فون غوته
أوتيلي فون غوته (بالألمانية: Ottilie von Goethe) (و. 1796 – 1872 م) هي كاتِبة ألمانية و ابنة الكاتب و الشاعر و الفيلسوف يوهان غوته ، ولدت في غدانسك، توفيت في فيينا، عن عمر يناهز 76 عاماً.